# Джеффрі Брума
Джеффрі Брума (нід. Jeffrey Bruma [ˈdʒɛf.ri ˈbrʏ.ma], нар. 13 листопада 1991, Роттердам) — нідерландський футболіст, захисник турецького клубу «Касимпаша» та національної збірної Нідерландів.

## Клубна кар'єра
Народився 13 листопада 1991 року в місті Роттердам. Вихованець юнацької команди «Феєнорда». У віці 15 років гравця за 100 тис. фунтів в свою академію купило англійське «Челсі». Таким чином, з 2007 по 2009 рік, Брума був вихованцем кобгемської академії «Челсі».. Тоді ж він вже грав в захисті у всіх раундах молодіжного кубку Англії аж до фіналу і він же став найбільш часто граючим футболістом молодіжної ліги.
Під час підготовки до сезону 2009/10 Брума був включений в основній склад «Челсі». 15 вересня 2009 року він вперше потрапив в заявку «пенсіонерів» на матч Ліги чемпіонів проти «Порту», але на поле не вийшов. 24 жовтня 2009 року Брума у віці 17 років дебютував в Прем'єр-лізі, вийшовши на заміну на 68-й хвилині замість Рікарду Карвалью у домашній грі проти «Блекберн Роверз» (5:0).

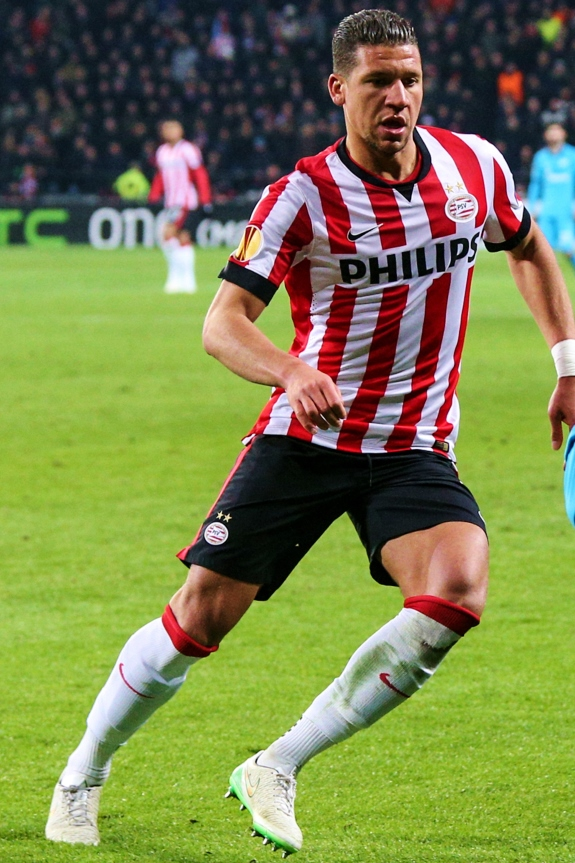
Джеффрі Брума під час виступів за ПСВ. 19 лютого 2015 року.

Незважаючи на те, що Брума тренувався з першої командою «Челсі», на поле виходив вкрай рідко, тому також виступав і у молодіжній команді, забивши гол у фіналі молодіжного Кубку Англії, принісши «синім» перемогу на «Астон Віллою» (3:2), і здобувши трофей вперше з 1961 року. Крім того основна команда зробила золотий «дубль», вигравши національний чемпіонат і кубок.
У серпні 2010 року Брума зіграв у матчі за Суперкубок Англії проти «Манчестер Юнайтед», вийшовши на заміну на 79 хвилині замість Ешлі Коула, але лондонці поступились 1:3 і втратили трофей. Після цього у вересні 2010 року Джеффрі продовжив свій контракт з клубом до літа 2014 року.
Не пробившись до основи «аристократів», 11 лютого 2011 року Брума разом з одноклубником-співвітчизником Патріком ван Анголтом був відданий в оренду в «Лестер Сіті» з Чемпіоншіпа до кінця сезону, де зіграв у 11 матчах чемпіонату і забив 2 голи.
Відразу по завершенні першої оренди, влітку 2011 року «Челсі» віддала гравця в оренду в німецький «Гамбург», де він відіграв наступні два сезони своєї ігрової кар'єри.
В червні 2013 року Брума підписав трирічний контракт з ПСВ. Відтоді встиг відіграти за команду з Ейндговена 71 матч в національному чемпіонаті.

## Виступи за збірні
2008 року дебютував у складі юнацької збірної Нідерландів, взяв участь у 13 іграх на юнацькому рівні.
Протягом 2009-2013 років залучався до складу молодіжної збірної Нідерландів. Дебютував у молодіжній збірній 9 жовтня 2009 року в матчі відбіркового турніру молодіжного чемпіонату Європи проти однолітків з Фінляндії. Всього на молодіжному рівні зіграв у 19 офіційних матчах.
11 серпня 2010 року дебютував в офіційних іграх у складі національної збірної Нідерландів в товариському матчі проти збірної України (1:1). Тренер національної збірної Берт ван Марвейк не викликав 22 з 23 учасників нещодавно завершеного чемпіонату світу і взяв замість них сімнадцять інших гравців, включаючи і Бруму.
Наразі провів у формі головної команди країни 19 матчів і забив один гол.
| Дата      | Місто   | Господарі | Результат | Гості      | Турнір           | Голи | Примітки |
| --------- | ------- | --------- | --------- | ---------- | ---------------- | ---- | -------- |
| 11-8-2010 | Донецьк | Україна   | 1 – 1     | Нідерланди | товариський матч | -    |          |
| Усього    |         | Матчів    | 1         |            | Голів            | 0    |          |

## Титули і досягнення
- Чемпіон Англії (1):

«Челсі»: 2009-10
- Володар Кубка Англії (1):

«Челсі»: 2009-10
- Володар Суперкубка Англії (1):

«Челсі»: 2009
- Чемпіон Нідерландів (2):

ПСВ: 2014-15, 2015-16
- Володар Суперкубка Нідерландів (1):

ПСВ: 2015

## Приватне життя
Його старший брат, Марсіано, і його двоюрідний брат Кайл Ебесіліо також футболісти.